# Luisago
Luisago är en ort och kommun i provinsen Como i regionen Lombardiet i Italien. Kommunen hade 2 724 invånare (2018).